# Whisper Not (Ella Fitzgerald-album)
Whisper Not från 1966 är ett musikalbum med Ella Fitzgerald och Marty Paich Orchestra . Albumet spelades in i juli 1966 vid United Western Recorders i Hollywood.

## Låtlista
1. Sweet Georgia Brown (Ben Bernie/Maceo Pinkard/Kenneth Casey) – 3:35
2. Whisper Not (Benny Golson) – 3:04
3. I Said No (Jule Styne/Frank Loesser) – 4:05
4. Thanks for the Memory (Ralph Rainger/Leo Robin) – 4:05
5. Spring Can Really Hang You Up the Most (Fran Landesman/Tommy Wolf) – 3:52
6. Old MacDonald Had a Farm (trad) – 2:20
7. Time after Time (Jule Styne/Sammy Cahn) – 3:32
8. You've Changed (Bill Carey/Carl Fischer) – 3:20
9. I've Got Your Number (Cy Coleman/Carolyn Leigh) – 3:16
10. Lover Man (Jimmy Davis/Roger Ramirez/James Sherman) – 4:24
11. Wives and Lovers (Burt Bacharach/Hal David) – 2:24
12. Matchmaker, Matchmaker (Jerry Bock/Sheldon Harnick) – 2:50

## Medverkande
- Ella Fitzgerald – sång
- Harry Edison – trumpet (spår 1–6)
- Stu Williamson – trumpet (spår 7–12)
- Bill Perkins – tenorsax (spår 7–12)
- Al Viola – gitarr (spår 7–12)
- Jimmy Rowles – piano
- Chuck Berghofer – bas (spår 1–6)
- Joe Mondragon – bas (spår 7)
- Louie Bellson – trummor (spår 1–6)
- Shelly Manne – trummor (spår 7–12)
- Marty Paich – arrangör, dirigent